# Шумський Володимир
Володимир Шумський. Народився 1922 року в Галичині, з 1948 року жив у Сіднеї, Австралія. Український журналіст, видавець, громадський діяч.
Засновник, власник і редактором першого українського часопису в Австралії «Вільна думка» (з 1949 р.). Ініціатор Фундації українознавчих студій в Австралії. У 2009 році він був нагороджений медаллю ордена Австралії (ОАМ) за «служіння українській громаді через культурні, освітні та літературні внески».